# یوهان میکود
یوهان میکود (انگلیسی: Johan Micoud؛ زادهٔ ۲۴ ژوئیهٔ ۱۹۷۳) یک بازیکن فوتبال اهل فرانسه است.
وی همچنین در تیم ملی فوتبال فرانسه بازی کرده‌است. او یک هافبک ماهر و یک متخصص توپ مرده به حساب می آمد.  او در طول 16 سال فعالیت حرفه ای، به غیر از فرانسه ، در ایتالیا و آلمان بازی کرد.
```
میکود 17 بازی ملی برای فرانسه انجام داد و  در یورو 2000 و جام جهانی 2002 حضور داشت و در تورنمنت اول به همراه تیم ملی فرانسه قهرمان شد.
```